# アダム・サイティエフ
アダム・サイティエフ（チェチェン語:Адам Хамидович Сайтиев、ローマ字:Adam Saitiev、1977年12月12日 - ）は、ロシアのレスリング選手。2000年シドニーオリンピックレスリングフリースタイル85kg級の金メダリストである。ロシア連邦ダゲスタン共和国ハサフルト出身のチェチェン人。
2歳年上の兄である、ブバイサ・サイティエフは、1996年アトランタオリンピック、2004年アテネオリンピック、2008年北京オリンピックの3大会で金メダルを獲得したレスラーである。

## 実績
- オリンピック
  - 2000年シドニーオリンピック　金メダル
- 世界選手権
  - 優勝　1999、2002年
- ヨーロッパ選手権
  - 優勝　1999、2000、2006年
  - 3位　1998年